# Kamienica przy ulicy Dominikańskiej 1 w Krakowie
Kamienica przy ulicy Dominikańskiej 1 – zabytkowa kamienica znajdująca się w Krakowie, w dzielnicy I przy ulicy Dominikańskiej, na Starym Mieście.

## Historia kamienicy
W średniowieczu w miejscu obecnej kamienicy znajdowały się trzy gotyckie domy, będące własnością dominikanów. Były one wynajmowane rzemieślnikom i kupcom, o czym świadczą zapisy w księgach poboru szosu. W I połowie XV wieku jeden z domów był murowany, zaś pozostałe drewniane. Pod koniec XVIII wieku dwa zachodnie budynki scalono. Ostateczne scalenie i przebudowa na jedną, dwupiętrową kamienicę miała miejsce w I połowie XIX wieku. Budynek spłonął podczas wielkiego pożaru Krakowa w 1850. Podczas odbudowy otrzymał on prostą fasadę z tynkowymi dekoracjami w postaci opasek wokół okien i profilowanych gzymsów oraz tralkowe balustrady ganków i schodów. W 1994 kamienica przeszła remont konserwatorski.
19 czerwca 1967 kamienica została wpisana do rejestru zabytków. Znajduje się także w gminnej ewidencji zabytków.